# Money Jungle
| Recensione                    | Giudizio |
| ----------------------------- | -------- |
| AllMusic                      | [ 1 ]    |
| And It Don't Stop             | A–       |
| The Austin Chronicle          |          |
| Down Beat                     |          |
| Encyclopedia of Popular Music | [ 3 ]    |
| The Penguin Guide to Jazz     | [ 4 ]    |
| Tom Hull – on the Web         | A        |

Money Jungle è un album jazz del pianista e compositore Duke Ellington con il batterista Max Roach e il bassista Charles Mingus, realizzato per la nota etichetta discografica jazz Blue Note nel 1963.

## Origine e storia

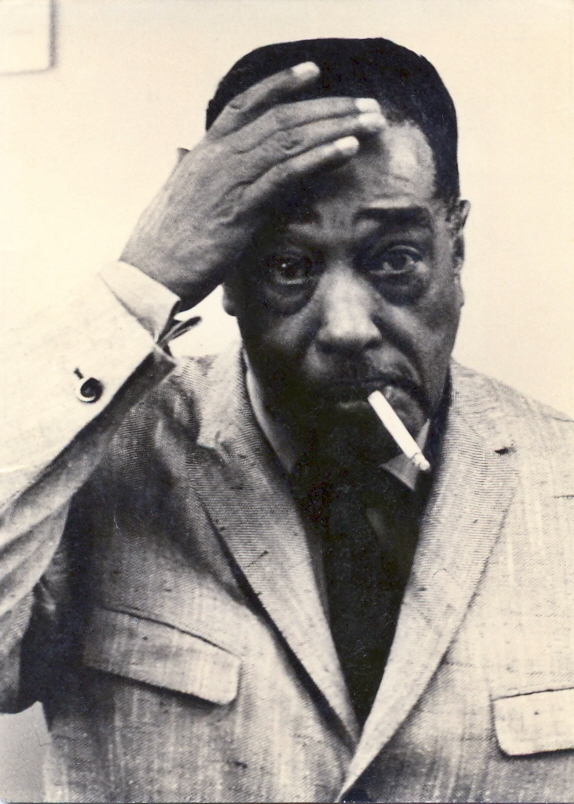
Duke Ellington durante una pausa dei concerti del 1965

Nel 1962 Duke Ellington aveva intrapreso diversi progetti solisti senza la sua abituale orchestra: prima un album in coppia con Coleman Hawkins in agosto, poi un album in collaborazione con John Coltrane il 26 settembre, entrambi per la giovane etichetta Impulse! Records. Nello stesso periodo si ritrovò a collaborare con due musicisti facenti parte del contemporaneo cosiddetto "jazz d'avanguardia", il bassista e compositore Charles Mingus e il batterista Max Roach (già protagonista anni prima della scena bebop), con i quali aveva lavorato a stretto contatto nei primi anni cinquanta, per la loro etichetta comune Debut Records.
La sessione di registrazione venne fissata dalla United Artists per il sessantatreesimo compleanno del pianista, nel contesto di un'operazione di rinnovamento attraverso una collaborazione con "una nuova generazione di modernisti" (Mingus e Roach), "per dimostrare la compatibilità tra i musicisti più disparati". Le sessioni per l'album furono anche la prima registrazione in trio di Mingus dopo le sue sedute di registrazione per la Jubilee Records con Hampton Hawes e Dannie Richmond. Nel 1974, Mingus in un'intervista rilasciata alla rivista Downbeat raccontò: «Ho ricevuto una telefonata dalla casa discografica e poi abbiamo incontrato il "duca" nel suo ufficio per discutere di quello che voleva fare esattamente».
Nonostante le circostanze avverse che si verificarono durante la sessione in studio (Mingus litigò aspramente con Max Roach, si rifiutò di continuare a suonare, e fu convinto a non andarsene solo dalle lusinghe di Ellington); i musicisti si amalgamarono bene suonando insieme a mano a mano che la sessione procedeva.
Mingus riferì in seguito di essere rimasto estremamente irritato per tutto il tempo dell'intera sessione con Ellington e Roach, non solo a causa della lite con Roach, ma anche a causa di suoi problemi professionali connessi alla sua prossima esibizione in concerto alla Town Hall. A un certo momento, ripose il contrabbasso nella custodia e stava per lasciare lo studio, ma "The Duke" lo convinse a restare. Ellington stesso riportò in seguito questo dialogo:
Mingus: «Amico, non posso suonare con questo batterista!»
Ellington: «Perché, cosa sta succedendo?»
Mingus: «Duke, ti ho sempre ammirato, e stimo quello che hai fatto musicalmente, ma dovrai trovarti un altro bassista.»

## Il disco

### Musica

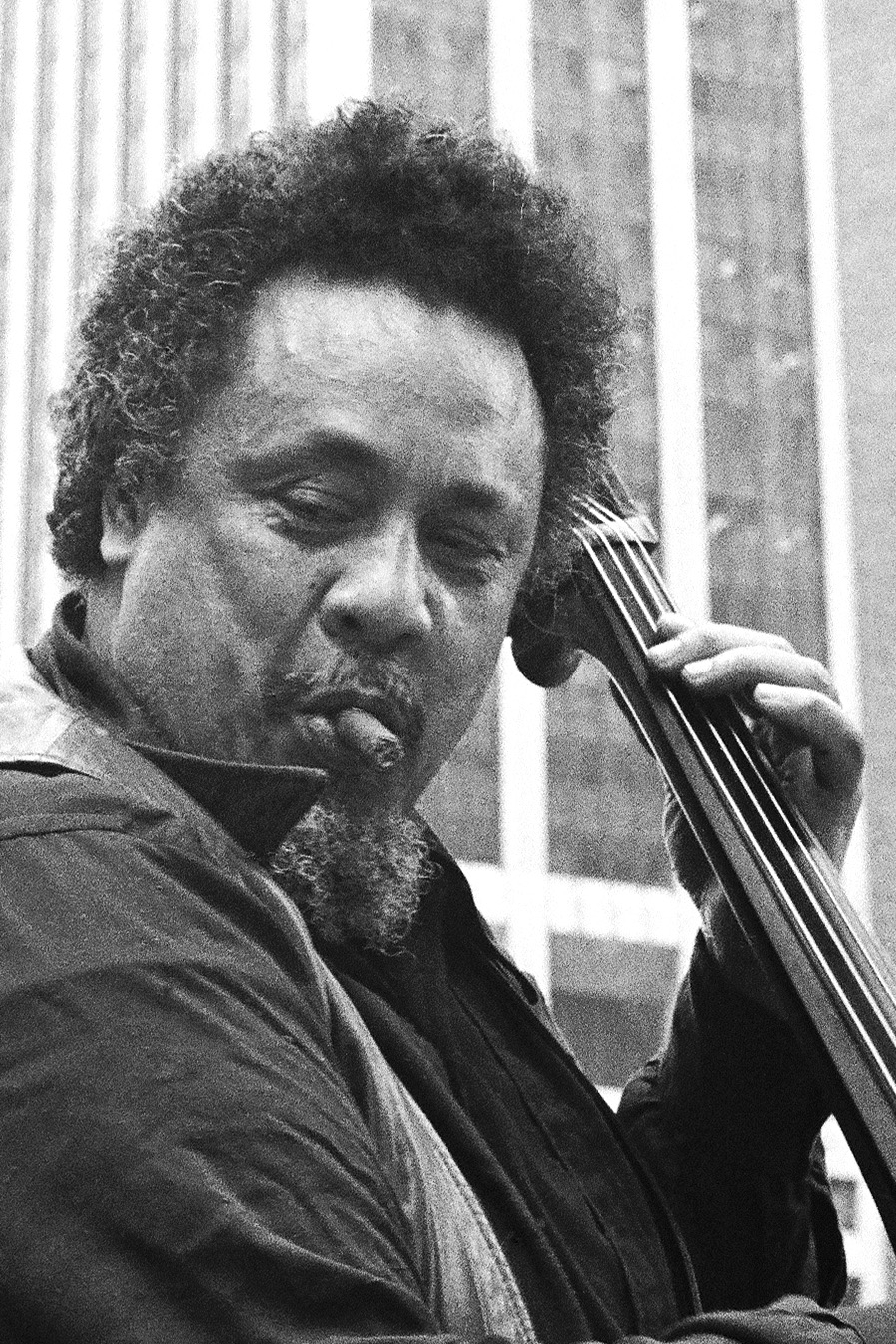
Charles Mingus nel 1976 a New York

Ellington scrisse appositamente per questo incontro con Mingus e Roach alcuni pezzi nuovi, anche se nessuno dei quattro titoli Money Jungle, Les fleurs Africaines, Very Special e Wig Wise può dirsi tipicamente nello stile ellingtoniano. Inoltre vennero rielaborati alcuni classici di Ellington come Solitude e Caravan.
L'apertura dell'album è affidata alla title track Money Jungle, "un brano blues a metà strada tra il post-bop e il jazz d'avanguardia" contenente diversi "passaggi sperimentali". La ballata Fleurette Africaine (intitolata nell'LP originale Les Fleurs Africaine), è un pezzo di stampo "impressionista", scritta in onore di quei fiori che fioriscono solo nel pieno della giungla africana.
Segue il vivace, blues ottimista intitolato Very Special, il cui tema è suonato solo per breve tempo, per poi culminare nelle improvvisazioni di Ellington al piano. Warm Valley è una ballata indelebilmente legata alla figura di Johnny Hodges.
Dopo il brano riempitivo Wig Wise, si arriva al classico ellingtoniano Caravan, riletto con vigore e forza percussiva inusitata. L'album si conclude con un assolo di Ellington in Solitude, l'altro suo classico. Il pianista introduce il tema e dopo i tre all'unisono iniziano a improvvisarci sopra.

### Diverse edizioni
La Blue Note Records rieditò Money Jungle in CD in due differenti versioni. La prima volta nel 1987 (Blue Note CDP 7 46 398 2) con l'aggiunta dei brani inediti A Little Max (Parfait) (2 versioni), Switch Blade, Rem Blues, Backward Country Boy Blues e una versione alternativa di Solitude; ma con alterato l'ordine originale dei brani su disco. La seconda volta nel 2002 (Blue Note 38 227), in un'edizione più corretta filologicamente, con l'aggiunta di altre quattro ulteriori alternate takes (Rem Blues, Money Jungle, Switch Blade e Solitude), poste alla fine della scaletta dei brani dell'LP originale.

## Tracce LP 1963(United Artists Records UAJ 14017)
Lato 1
1. Money Jungle — 5:20

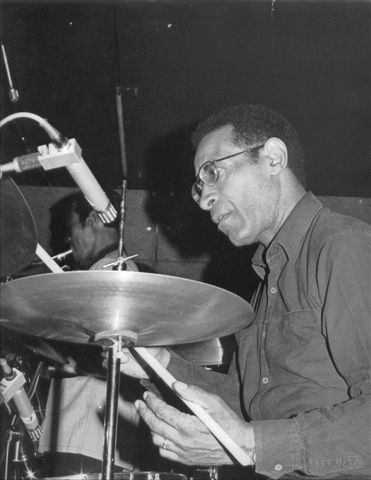
Max Roach, 1979

2. Le Fleurs Africaines (African Flower) — 3:36
3. Very Special — 4:26
4. Warm Valley — 3:32

Lato 2
1. Wig Wise — 3:20
2. Caravan — 4:12
(Musica di Juan Tizol; testo di Irving Mills).
3. Solitude — 5:33
(Musica di Duke Ellington; testo di Eddie DeLange e Irving Mills).

## Tracce CD 1987(Blue Note CDP 7 46398 2)
1. Very Special — 4:27
2. A Little Max (Parfait) — 2:58
3. A Little Max (Parfait) [alternate take] — 3:56
4. Fleurette Africaine (African Flower) — 3:37
5. REM Blues — 4:17
6. Wig Wise — 3:19
7. Switch Blade — 5:25
8. Caravan — 4:14
9. Money Jungle — 5:30
10. Solitude [alternate take] — 4:44
11. Solitude — 5:34
12. Warm Valley — 3:34
13. Backward Country Boy Blues — 6:19

## Tracce CD 2002(Blue Note 38 227)
1. Money Jungle –5:27
2. Fleurette Africaine –3:33
3. Very Special –4:23
4. Warm Valley –3:31
5. Wig Wise –3:17
6. Caravan –4:11
7. Solitude –5:31

### Bonus tracks
1. Switch Blade –5:21
2. A Little Max (Parfait) –2:57
3. Rem Blues –4:15
4. Backward Country Boy Blues –6:30
5. Solitude –4:42
6. Switch Blade –5:11
7. A Little Max (Parfait) –2:57
8. Rem Blues –5:44

- Tutte le tracce sono composizioni di Ellington, eccetto nº 6: composta da Ellington, Mills & Tizol, e nº 7: composta da DeLange, Ellington & Mills. Le tracce 12-15 sono alternate takes, inserite nell'edizione ampliata dell'album.

## Crediti
- Duke Ellington — pianoforte
- Charles Mingus — contrabbasso
- Max Roach — batteria